# 극장판 사이코패스
극장판 사이코패스(劇場版 サイコパス, Psycho-Pass: The Movie)는 일본에서 제작된 시오타니 나오요시 감독의 2015년 애니메이션, SF, 서스펜스, 범죄 영화이다. 하나자와 카나 등이 주연으로 출연하였다.

## 출연

### 주연
- 하나자와 카나
- 노지마 켄지
- 사쿠라 아야네
- 이토 시즈카
- 사쿠라이 타카히로
- 사와시로 미유키
- 토우치 히로키
- 야마지 카즈히로
- 히다카 노리코
- 카미야 히로시
- 이시즈카 운쇼
- 세키 토모카즈

## 제작진
- 총제작: 모토히로 카츠유키
- 캐릭터원작: 아마노 아키라